# Fonds Pascal Decroos voor Bijzondere Journalistiek
Het Fonds Pascal Decroos voor Bijzondere Journalistiek ondersteunt onderzoeksjournalistiek met werkbeurzen zodat beginnende journalisten hun talenten in de praktijk kunnen brengen en ervaren journalisten tijd krijgen om ideeën in de diepte uit te werken. Het fonds propageert het recht op openbaarheid van bestuur en wordt gefinancierd door de Vlaamse overheid, Vlaamse kranten, schenkingen en legaten. Het fonds brengt ook mensen samen uit verschillende hoeken en lagen van de samenleving.

## Geschiedenis
In 1998 werd het fonds opgericht ter nagedachtenis van de Belgische tv-maker Pascal Decroos, naar analogie met het Nederlandse Fonds Bijzondere Journalistieke Projecten. In 2002 werd op initiatief van het fonds de eerste Vlaamse Scriptieprijs uitgereikt en in 2005 werd deze prijs samen met de Vlaamse Scriptiebank ondergebracht in een aparte vzw. In 2004 organiseerde het fonds samen met de Vereniging van Onderzoeksjournalisten een eerste postgraduaat internationale onderzoeksjournalistiek aan de Katholieke Hogeschool Mechelen. In 2008 publiceerde het fonds de blog mediakritiek.be waarop klassieke media tegen het licht werden gehouden. In 2009 lanceerde het fonds met Journalismfund.eu een Europees platform voor onderzoeksjournalistiek. In 2013 herdoopte het fonds zichzelf tot vzw Journalismfund.eu en verlegde hierbij de focus naar Europa. De oorspronkelijke naam Fonds Pascal Decroos werd behouden voor specifiek Vlaamse projecten.

## Juryleden
- Karel Anthierens (1999-2001)
- Hugo de Ridder (1999-2001)
- Paul Muys (1999-2003)
- Dirk Voorhoof (1999-2003)
- Derk Jan Eppink (2001-2005)
- Walter Zinzen (2001-2005)
- Daniel Biltereyst (2003-2007)
- Geert Sciot (2003-2007)
- Kris Smet (2005-2009)
- Carl De Keyzer (2005-2009)
- Josse Abrahams (2007-2011)
- Trees Verleyen (2007-2011)
- Liesbet Walckiers (2009-2013)
- Dorian van der Brempt (2009-2013)
- Tessa Vermeiren (2011-2015)
- Michael Opgenhaffen (2011-2015)
- Ingrid Vander Veken (2013-2018)
- Luc Van der Kelen (2013-2018)